# Cordaville (Massachusetts)
Cordaville es un lugar designado por el censo ubicado en el condado de Worcester en el estado estadounidense de Massachusetts. En el Censo de 2010 tenía una población de 2650 habitantes y una densidad poblacional de 561,56 personas por km².

## Geografía
Cordaville se encuentra ubicado en las coordenadas 42°16′19″N 71°31′22″O / 42.27194, -71.52278. Según la Oficina del Censo de los Estados Unidos, Cordaville tiene una superficie total de 4,72 km², de la cual 4,71 km² corresponden a tierra firme y (0,22%) 0,01 km² es agua.

## Demografía
Según el censo de 2010, había 2650 personas residiendo en Cordaville. La densidad de población era de 561,56 hab./km². De los 2650 habitantes, Cordaville estaba compuesto por el 87,32% blancos, el 0,72% eran afroamericanos, el 0,11% eran amerindios, el 9,4% eran asiáticos, el 0% eran isleños del Pacífico, el 0,68% eran de otras razas y el 1,77% pertenecían a dos o más razas. Del total de la población el 2,53% eran hispanos o latinos de cualquier raza.